# Cantonul Les Bouchoux
Cantonul Les Bouchoux este un canton din arondismentul Saint-Claude, departamentul Jura, regiunea Franche-Comté, Franța.

## Comune
- Bellecombe
- Les Bouchoux (reședință)
- Choux
- Coiserette
- Coyrière
- Larrivoire
- Les Moussières
- La Pesse
- Rogna
- Viry
- Vulvoz